# André Aubréville
André Aubréville (1897-1982) fue un botánico francés.
Experto en silvicultura africana, realizó además estudios de los pinos del Paraná y plantaciones de eucalipto, importantes para la silvicultura brasileña. Sus apuntes publicados son valiosos porque comparan las condiciones del Brasil con las del África Tropical.
En su obra Climats, Forêts, et Desertification de l’Afrique Tropicale, de 1949, acuñó el concepto de desertificación, de impensable actualidad, para esa época. Era la gota que rebalsaba el vaso, pues la ideología imperante ante la naturaleza había sido manifiestamente expuesta por los naturalistas de los siglos XVII y XVIII con una visión antropocéntrica y jerárquica, con el humano en una posición superior y la naturaleza como su instrumento, articulado con la del designio divino. El pensador del siglo XVII, el inglés Matthew Hale, sugiere que el hombre es una especie de regente o administrador de la voluntad divina. Y el naturalista y teólogo inglés John Ray (1627-1705), en "La sabiduría de Dios manifestada en las obras de su Creación", dentro del fideísmo que dominaba el pensamiento de los naturalistas de su época, elabora la teoría del designio divino gradual, con el hombre como ejecutor del plan divino, o sea que las supuestamente benéficas modificaciones del medio natural por la acción humana debían ser ínterpretadas como parte de ese plan para mejorar la Creación.
De 1951 a 1952 fue presidente de la "Société Botanique de France".

## Otras obras
- A. Aubréville: La Flore forestière de la Côte d'Ivoire. Larose, Paris 1936. Tomo I 337 pp. tomo II 296 pp. tomo III 285 pp.
- A. Aubréville: Flore forestière soudano-guinéenne. Société d'éditions Géographiques, Maritimes et Coloniales. 1950. 524 pp.
- A. Aubréville: Étude écologique des principales formations végétales du Brésil et contribution à la connaissance des forêts de l'Amazonie brésilienne.1961, Centre technique forestier tropical in Nogent-sur-Marne (Seine), 268 pp. ilus. cartas (part fold.) diagrs. 24 cm

## Honores

### Epónimos
Género
- (Fabaceae) Aubrevillea Pellegr.[1]

Especies
- (Annonaceae) Polyalthia aubrevillei Ghesq. ex Aubrév.[2]
- (Araliaceae) Polyscias aubrevillei (Bernardi) Bernardi[3]
- (Chrysobalanaceae) Maranthes aubrevillei (Pellegr.) Prance ex F.White[4]
- (Crassulaceae) Kalanchoe aubrevillei Raym.-Hamet ex Cufod.[5]
- (Euphorbiaceae) Croton aubrevillei J.Léonard[6]
- (Flacourtiaceae) Homalium aubrevillei Keay[7]
- (Meliaceae) Swietenia aubrevilleana Stehlé & Cusin[8]
- (Orchidaceae) Bulbophyllum aubrevillei Bosser[9]
- (Santalaceae) Okoubaka aubrevillei Pellegr. & Normand[10]
- (Sapotaceae) Manilkara aubrevillei Sillans[11]

- La abreviatura «Aubrév.» se emplea para indicar a André Aubréville como autoridad en la descripción y clasificación científica de los vegetales.[12]